# Martin Röttger

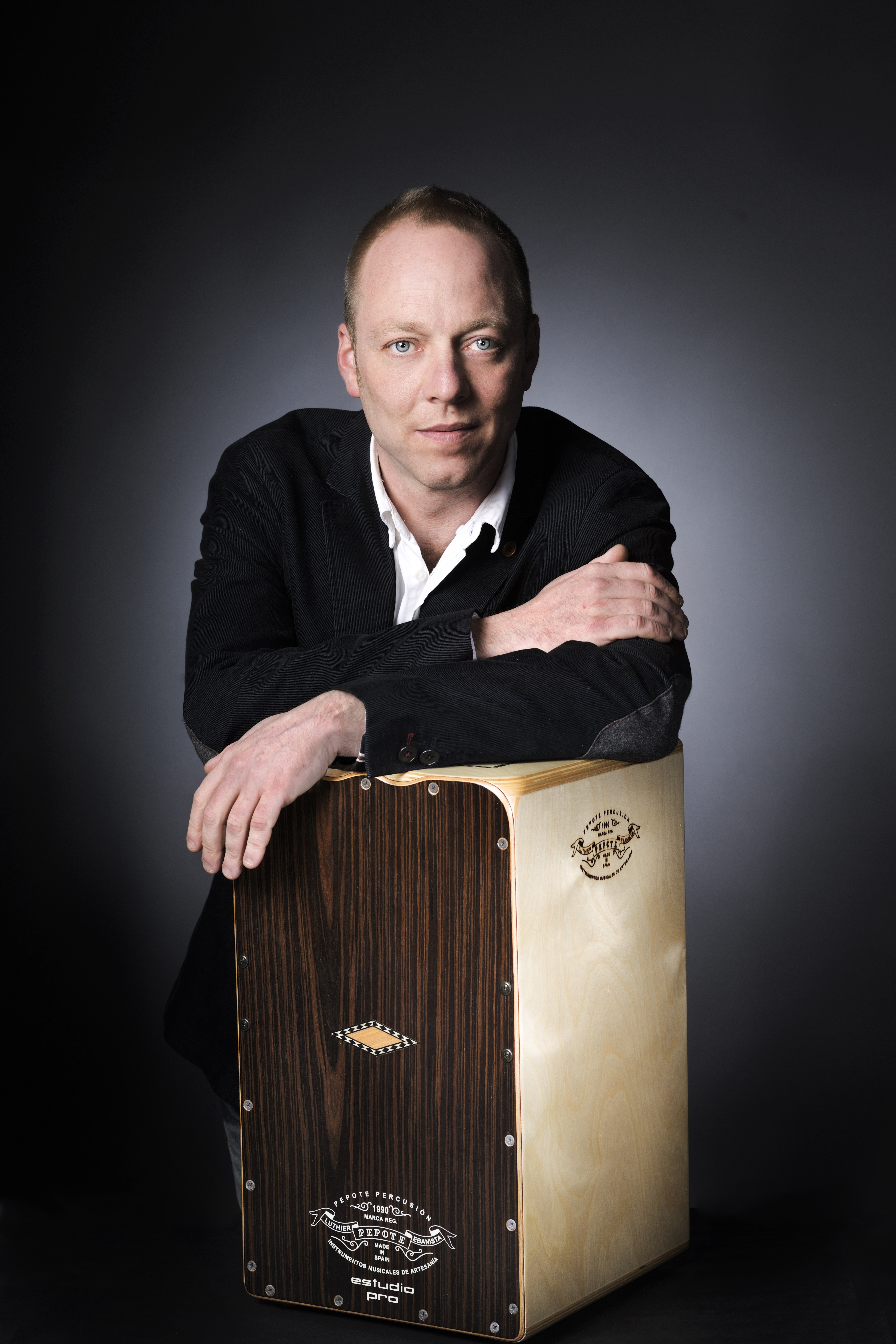
Martin Röttger

Martin Röttger (* 5. Februar 1970 in Hamburg) ist Musiker und Autor. Er spielt Schlagzeug und Cajón.

## Leben
Martin Röttger fing mit neun Jahren an Schlagzeug zu spielen. Unterricht bekam er von Sir Allen Buckley. Erste musikalische Erfahrungen sammelte er in Hamburger Clubs, wie der „Fabrik“ oder dem „Cotton Club“. Später nahm er Unterricht bei Thomas Arp, Lehrer an der Staatlichen Jugendmusikschule.
Mit zwölf Jahren spielte er in der Big Band seiner Schule. Mit 14 Jahren gründete er gemeinsam mit Andrija Brikalin und Olaf Outzen eine eigene Band, die „Psychadelic Dungeon“. Ihr Repertoire bestand hauptsächlich aus Songs von Jimi Hendrix. Außerdem spielte er in verschiedenen Rockformationen, wie zum Beispiel „Lite Works“, die aus dem Hamburger Projekt „Lass tausend Steine rollen“ hervorgingen.
Weitere wichtige Stationen seiner musikalischen Laufbahn waren „Blues Package“, „Paddy Korn“ und andere Formationen der Hamburger Blues-Szene. Außerdem war er Schlagzeuger in den Bands von Chuck Berry, die Spencer Davis Group und Buddy Guy.
Im Jahr 2000 traf er Abi Wallenstein, der zu dieser Zeit mit Steve Baker (Harp) im Duo spielte. In dieser Formation etablierte er auch das Cajón als „kleinstes Schlagzeug der Welt“. Außerdem spielte er zusammen mit Yellow Moon und 8 to the bar, zwei Coverbands, die Rock, Boogie und Blues spielen, sowie mit Gottfried Böttger, Henry Heggen und anderen Hamburger Musikern.
Heute ist Röttger einer der gefragtesten Cajón-Spieler in Europa. Wegen vieler Anfragen bezüglich des Cajons und zum Gebrauch im Anschluss an seine Workshops, verfasste Röttger bereits drei Lehrbücher für Anfänger und für Fortgeschrittene: Martin Röttger's Cajon Schule – Der schnelle und leichte Einstieg ins Cajonspiel (mit CD und DVD), Cajon-Styles for Drummers und Cajon – eine Anleitung zum Selbststudium.

## Diskografie
- 1992 Blues Package, LIVE (CD)
- 1995 Blues Package, No way out (CD)
- 1998 Paddy Korn und Band, ‘Roadblock (CD)
- 2002 Matthias Schlechter & Bluedoo XT, Mojo Live (CD)
- 2002 Blues op Platt, Live (CD)
- 2003 Abi Wallenstein, Step in time (CD)
- 2003 Yellow Moon, Across the border (CD)
- 2003 Paddy Korn und Band, Prediction (CD)
- 2004 8 to the bar, swingin’ it (CD)
- 2004 Blues op Platt, Nütz jo nix (CD)
- 2006 Larry Mathews Blackstone, Solid Ground (CD)
- 2006 Chris Jones und Steve Baker, Gotta look up (CD)
- 2006 Yellow Moon, Movin’ on (CD)
- 2007 Blues Culture, Blues Culture (CD)
- 2009 Abi Wallenstein & BLUESCULTURE in CONCERT
- 2010 Georg Schroeter & Marc Breitfelder, Sugar & Spice (Doppel-LP) (CD)

## Bibliographie
- Cajon-Styles für Drummers
- Cajon – Eine Anleitung zum Selbststudium
- Martin Röttger´s Cajon Schule